# Haramstufe Rot
Haramstufe Rot ist das zweite Studioalbum des Frankfurter Rappers Hanybal. Es erschien am 16. September 2016 bei Azzlackz und wird von Groove Attack vertrieben.

## Hintergrund
Am 12. Juli 2016 gab Hanybal im Rahmen eines Interviews mit 16BARS bekannt, dass er ein neues Album mit dem Titel Haramstufe Rot veröffentlichen werde. Der Albumtitel ist ein Wortspiel mit der Phrase „Alarmstufe Rot“ und dem arabischen Adjektiv Harām, das für etwas Verbotenes im Sinne der Scharia steht.
Am 27. Juli 2016 wurde mit Kranke Welt die erste Singleauskopplung des Albums veröffentlicht, am 14. August folgte die zweite Single Vanilla Sky. Nachdem am 1. September mit Baller los eine dritte Single erschienen war, wurde das vollständige Album schließlich am 16. September veröffentlicht. Es erschien bei Haftbefehls Label Azzlackz auf digitalen Vertriebswegen, auf CD und als Boxset.

## Produktion und Artwork
An der Entstehung des Albums waren mehrere Produzenten beteiligt, die meisten Instrumentals stammen dabei von Lucry (Luís Cruz) und Abaz (Imran Abbas), die jeweils fünf Beats zum Album beisteuerten. Alle Songs wurden von Syn in den Idéal Studios in Frankfurt am Main aufgenommen. Gemischt und gemastert wurde das Album von Lex Barkey.
Auf dem Albumcover, das vom Hamburger Grafikdesigner Adopekid entworfen wurde, sind drei gezeichnete Szenen zu sehen, die Kriminalität abbilden: Ein Raubüberfall, ein Drogendeal sowie eine Straßenschlägerei.
Auf dem Album befinden sich unter anderem Gastbeiträge von Bonez MC, Haftbefehl, Gzuz, Nimo und Olexesh. Mit dem US-Rapper Styles P., der einen Part zu Kopfgefickt beisteuerte, ist auch ein internationales Feature vertreten.

## Titelliste
| #  | Titel                                   | Produzenten                | Länge |
| -- | --------------------------------------- | -------------------------- | ----- |
| 1  | Jag die Batzen                          | Joznez, Johnny Illstrument | 3:15  |
| 2  | Rakete                                  | Abaz                       | 2:46  |
| 3  | Monster                                 | Abaz                       | 2:23  |
| 4  | Haramstufe Rot (feat. Celo & Abdi)      | Farhot                     | 4:15  |
| 5  | Kopfgefickt (feat. Styles P.)           | Undercover Molotov         | 3:39  |
| 6  | Realität                                | Lucry                      | 3:13  |
| 7  | Messi Ronaldo (feat. Olexesh)           | Ghanaian Stallion          | 2:31  |
| 8  | Kranke Welt                             | Lucry                      | 2:47  |
| 9  | Vanilla Sky (feat. Nimo)                | Lucry                      | 3:13  |
| 10 | Kiffen koksen alken ficken (feat. Gzuz) | Abaz                       | 3:27  |
| 11 | Baller los (feat. Bonez MC)             | Lucry                      | 2:49  |
| 12 | Wo sind die Gegner (feat. Haftbefehl)   | X-plosive                  | 3:32  |
| 13 | Bist du bereit                          | m3                         | 2:54  |
| 14 | Fick die Welt                           | Bazzazian                  | 2:46  |
| 15 | Schöne neue Welt                        | Lucry                      | 3:01  |

Bonustracks
| #  | Titel                               | Produzenten      | Länge |
| -- | ----------------------------------- | ---------------- | ----- |
| 16 | 1,2,3                               | Cubeatz          | 2:28  |
| 17 | Beiss mich durch (feat. Manuellsen) | Joznez, KD-Beatz | 2:22  |
| 18 | Skimaske (feat. Soufian)            | Abaz             | 3:39  |
| 19 | Blaulicht (feat. Solo)              | m3               | 2:55  |
| 20 | Mein Ball                           | Abaz             | 2:29  |

## Rezeption
Das Album zog nach dem Release überwiegend positive Kritiken auf sich. So lobte das Hip-Hop-Magazin Rap.de, dass Hanybal gesellschaftliche Missstände thematisiert: „Hanybal nimmt durchaus eine grundsätzlich gesellschaftskritische Position ein, ohne explizit politisch zu werden. Er illustriert Missstände mit schonungslosen Bildern auf hartem Drogendealersound. Ohne auf die Tränendrüse zu drücken, schafft der Azzlack mit Haramstufe Rot den Spagat zwischen erbarmungsloser Härte und berührenden Bildern.“
Das Online-Musikmagazin Laut.de bewertete Haramstufe Rot mit vier von möglichen fünf Punkten. Aus Sicht des Redakteurs Marvin Müller kanalisiere Hanybal „seinen Schmerz und die Wut“ und verpacke sie „in zwanzig Tracks voll beladen mit Drogen, Gewalt und desillusionierter Hoffnungslosigkeit“. Dagegen verzichte er sowohl auf „falsche Versprechungen oder langweiliges Rumgepose“ als auch auf „zehnsilbige Reimgebilde“. Die Produktionen des Albums werden von Müller als „maßgeschneiderte Bretter“ charakterisiert, über die Hanybal „seine Silben irgendwo zwischen abgeklärtem Weltschmerz und halbstarker Selbstdarstellung mit chirurgischer Präzision und spielender Leichtigkeit“ feuere.
Im Hip-Hop-Magazin Juice erhielt Haramstufe Rot eine Wertung von vier von sechs möglichen Kronen. Laut Redakteur Dominik Lippe folge Hanybal mit „unbändiger Energie und einer unverwechselbaren Stimme […] der erfolgsversprechenden Rezeptur seines Mentors Haftbefehl“. Zudem lobte er die Produktionen, die das „Gütesiegel Azzlack“ tragen. Inhaltlich gelinge es Hanybal mitunter, aus der „Komfortzone namens Gewaltschilderungen“ auszubrechen, etwa indem er auf Realität sein „unter der harschen Oberfläche sensibles Gemüt“ offenbart oder auf Fick die Welt und Schöne neue Welt seinen Fokus auf die „strukturelle Gewalt hierzulande, die (…) bereits den Nachwuchs zu Geldgier und Konsumsucht verführt“, kritisiert.
Florian Peking bewertete das Album für MZEE und zog folgendes Fazit: „Leider kann Hanybal den sehr starken Eindruck einzelner Titel nicht auf die komplette Laufzeit des Albums ausweiten. Mit zwanzig Songs wirkt Haramstufe Rot geradezu überladen. Einzelne Beats harmonieren einfach nicht mit Hanys Rapstil. (…) Dennoch präsentiert Hanybal mit der neuen Platte einen gelungenen Einblick in seinen krassen Alltag und seine dunkle, aber trotzdem irgendwie sympathische Gedankenwelt.“

## Chartplatzierungen
Haramstufe Rot stieg am 23. September 2016 auf Platz vier in die deutschen Albumcharts ein und konnte sich insgesamt fünf Wochen in den Top 100 halten. Somit erreichte Hanybal mit dem Album seine bisher höchste Platzierung in den deutschen Charts. Zudem belegte das Album in derselben Woche den ersten Platz in den deutschen Hip-Hop-Charts und blieb dort insgesamt fünf Wochen in den Top 10. In Österreich und in der Schweiz erreichte das Album jeweils Platz fünf der Charts.
| ChartsChartplatzierungen | Höchstplatzierung | Wochen |
| ------------------------ | ----------------- | ------ |
| Deutschland (GfK)        | 4 (5 Wo.)         | 5      |
| Österreich (Ö3)          | 5 (1 Wo.)         | 1      |
| Schweiz (IFPI)           | 5 (3 Wo.)         | 3      |